# Dalbergia brasiliensis
Dalbergia brasiliensis är en ärtväxtart som beskrevs av Julius Rudolph Theodor Vogel. Dalbergia brasiliensis ingår i släktet Dalbergia, och familjen ärtväxter. Inga underarter finns listade i Catalogue of Life.